# Lovere

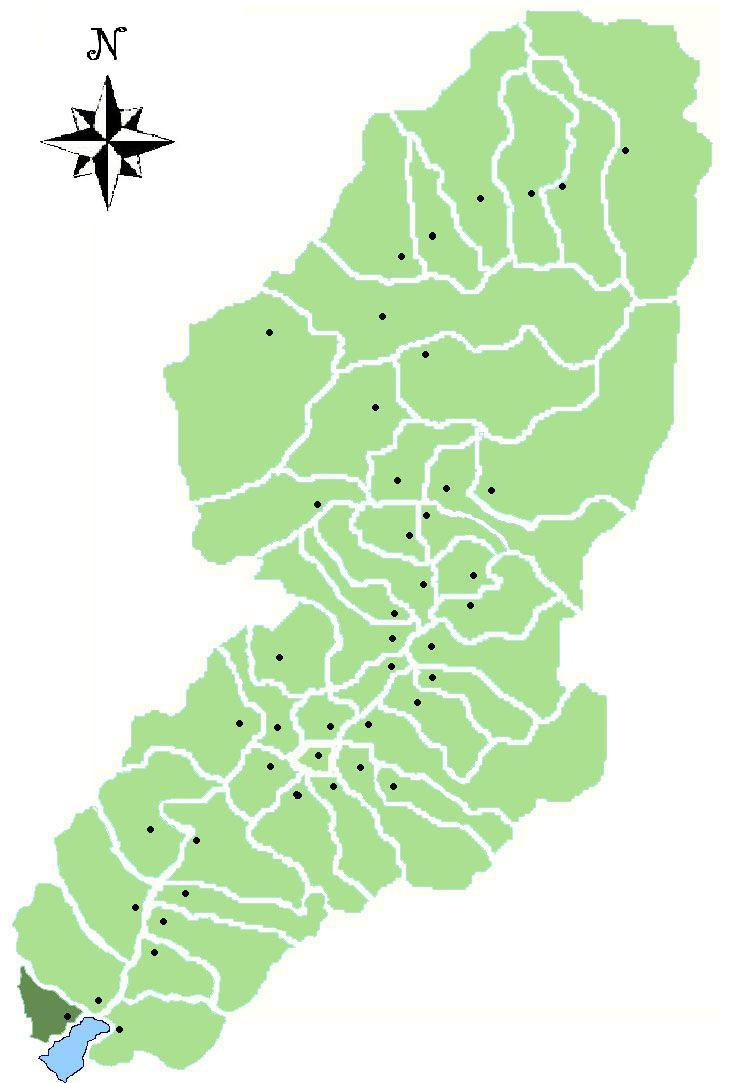
El territorio de Lovere en Val Camonica

Lóvere es un municipio italiano de aproximadamente 5.307 habitantes, localizado en la región de Lombardía, al lado occidental del lago Iseo, y rodeada por un sistema montañoso impetuoso.
Es famosa por su arquitectura medieval, particularmente variada, que abunda en su Centro Histórico.

## Historia
Lóvere ha tenido siempre una gran importancia mercantil, desde época celta, de la cual pervivien los restos de edificios fortificados de los siglos siglo III a. C. y siglo IV a. C.. Se cree que era entonces una colonia romana. Aún se conservan vestigios de dicha colonia, en el museo arqueológico de Milán.
En la Edad Media, se construyó un poderoso fuerte, de forma cuadrangular con cuatro torres en cada esquina. Aún en día permanecen en pie algunas de las torres como la torre del Alghisi y de la Torricella.
Lóvere pasó bajo control de la república de Venecia en el año 1800.

## Edificios importantes
- La iglesia de Santa María en Valvendra, construida en 1473.
- La galería de Arte del Palazzo Tadini exhibe pinturas de  Giovanni Battista Crespi, Carlo Francesco Nuvolone, Francesco Zugno, entre otros. El museo también contiene una colección de terracota, porcelana, armaduras, armamentos antiguos y mobiliario. También destaca una colección zoológica.
- La Accademia Tadini: este edificio posee una arquitectura sin igual, estilo suizo con una azote de madera sobresaliente, y la fachada anterior decorada con una serie de 20 arcos enfrente del parque municipal, en sus aulas estudio, Camillo Golgi.

## Personajes famosos
- Rolando Bianchi, jugador de fútbol del Torino Football Club
- Giacomo Agostini, piloto con más títulos mundiales conquistados. Nació en 1942.

## Evolución demográfica
| Gráfica de evolución demográfica de Lovere entre 1861 y 2001 |
|                                                              |
| Fuente ISTAT - elaboración gráfica de Wikipedia              |